# Ḫudena Ḫudellura
Die Ḫudena Ḫudellurra (in Ugarit: ḫdn ḫdlr) sind hurritische Göttinnen der Geburt und des Schicksals, die auch von den Hethitern verehrt und im hethitischen Felsheiligtum von Yazılıkaya dargestellt werden.
Die Ḫudena Ḫudellura sind Muttergöttinnen, die als göttliche Hebammen und Schützerinnen schwangerer Frauen dienen.
Sie begleiten die Unterweltsgöttin Allani und entscheiden zusammen mit ihr bei der Geburt eines Kindes über dessen Schicksal. Stirbt ein Mensch schon in jungen Jahren, so wird den Ḫudena Ḫudellura die Schuld daran gegeben.
Über die genaue Anzahl der Ḫudena Ḫudellura besteht Unklarheit. Entweder es sind zwei Göttinnen, Ḫudena und Ḫudellura, die gemeinsam als eine Einheit verehrt werden, oder es sind mehr Göttinnen, die gemeinsam das Kollektiv der Ḫudena Ḫudellura bilden.

## Ähnliche Gottheiten
Die Irširra sind ein den Ḫudena Ḫudellura ähnliches Kollektiv hurritischer Ammen-Göttinnen. Ihnen überträgt der Gott Kumarbi die Aufgabe sich um seinen Sohn, den Steinriesen Ullikummi zu kümmern und ihn auf die Schulter des die Welt tragenden Riesen Ubelluri zu stellen.
In der hethitischen Religion entsprechen den Ḫudena Ḫudellura die Gulšeš sowie die ursprünglich hattischen Göttinnen Ištuštaya und Papaya.